# Cercospora handelii
Cercospora handelii (synoniemen: Cercoseptoria handelii, Cercoseptoria handelii) is een schimmel, die behoort tot de familie Mycosphaerellaceae. De schimmel is een bladvlekenziekte en infecteert planten, die behoren tot het geslacht Rhododendron. Bij een ernstige aantasting kan bladvergeling en vroegtijdige bladval optreden.
Cercoseptoria handelii komt voor in Nederland, België, Slowakije, Zuid-Rusland, Japan en de Verenigde Staten.

## Symptomen
Op de boven- en onderkant van het blad ontstaan 3 tot 20 mm grote, bruine tot zwarte onregelmatige vlekken waar soms een roodachtige rand omheen zit. De vlekken kunnen samenvloeien. Het stroma bestaat uit pseudoparenchymatisch weefsel onder de epidermis. De schimmelsporen (conidiën) worden gevormd in juli tot en met oktober en worden onder vochtige omstandigheden verspreid. De schimmel overwintert op afgestorven blad.

## Conidiën
Onder vochtige omstandigheden ontstaan in de vlekken grijsbruine vlekjes, zowel aan de boven- als onderzijde van het blad. De vlekjes bestaan uit conidiëndragers, die uit de huidmondjes omhoog groeien. De groen-bruine, onvertakte, recht of iets gekromde, ongesepteerde conidiëndragers zijn enigszins doorzichtig. De conidiëndrager is 2-4 × 30-135 µm groot. Op de top van de conidiëndrager zit één conidium. De conidiën kiemen als er een periode van drie dagen vochtige omstandigheden rond het blad is. De enigszins doorzichtige, 1,5-3,5 × 30-155 µm grote schimmeldraden hebben 6 tot 14 tussenwanden en zijn min of meer gekromd.